# Деблокада Нанкина
Деблокада Нанкина или Разгром лагеря Цзяннань — военная операция, проводившаяся тайпинами с марта по май 1860 года с целью снятия блокады цинскими войсками своей столицы Тяньцзина (Нанкин).

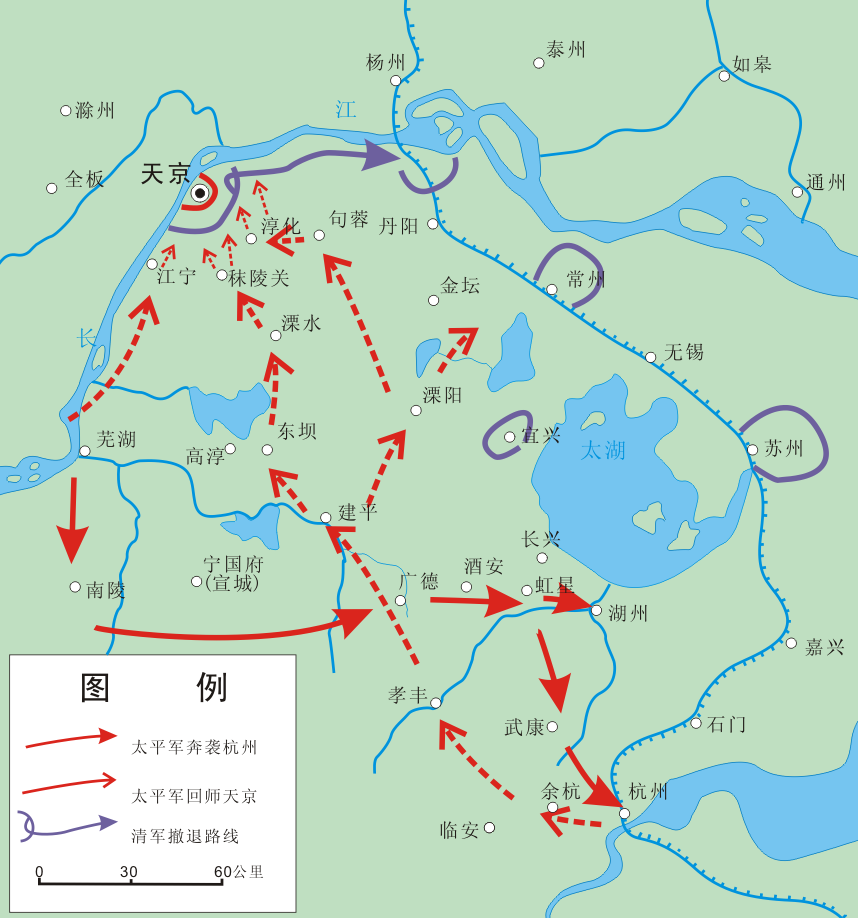
Карта операции

## Стратегическая ситуация
К началу 1860 года Тайпин тяньго находилось в стратегической обороне. С запада на Нанкин наступали войска Цзэн Гофаня, с юга город был блокирован так называемым лагерем Цзяннань, контрвалационной линией цинской армии протяженностью более ста миль, представлявшей собой длинную траншею глубиной и шириной около десяти футов, за которой были размещены в фортах 50 000—60 000 солдат. К началу февраля была установлена полная блокада Нанкина.
В этой боевой ситуации Хун Жэньгань и Ли Сючэн, заместитель главнокомандующего, сформулировал план, чтобы разгромить лагерь Цзяннань и снять блокаду, а затем перейти к наступательным действиям, образно озаглавленный «Окружение Вэя и спасение Чжао». Суть его заключалась в прорыве блокады в узком месте и диверсии значительных сил тайпинов на юг, в сторону Ханчжоу в провинции Чжэцзян, а затем, после переброски части цинских войск для удержания Ханчжоу, возвращения и удара с тыла по контрвалационной линии и лагерям противника.

## Начало операции
Сражение было начато и длилось более восьмидесяти дней. Ли Сючэн совершил стремительный бросок в Чжэцзян и 19 марта овладел Ханчжоу. Цинское командование срочно стало перебрасывать войска на юг. К тому времени, когда тайпинская армия захватила Ханчжоу, было переброшено более 20 000 цинских солдат, в результате чего «сила лагеря Цзяннань составляла менее 40 000 человек, и они были либо неуправляемыми, либо слабыми». Цель тайпинов в основном была достигнута. 
Второй этап начался 24 марта, когда тайпинская армия отошла из Ханчжоу и двинулась на север. В это же время Чэнь Юйчэн, У Жусяо и другие командиры, выполнявшие ложные атаки в Аньхое, повели свои части из Цюаньцзяо на юг и в конце апреля прибыли к местам сбора. В конце апреля на окраину Нанкина прибыли различные тайпинские войска численностью более 100 000. Очистив окраинные опорные пункты цинской армии, они немедленно приготовились к генеральной атаке.

## Генеральная атака
2 мая тайпинская армия перешла в общее наступление. В тот день погода была солнечной, но ночью начался дождь, который продолжался несколько дней. Тайпины продолжали атаковать под дождем. При содействии защитников Нанкина, ударивших из города, основные силы тайпинской армии предприняли генеральную атаку на лагерь десятью группами. 
Левое крыло лагеря первыми прорвали войска Чэнь Юйчэна, которые 4 мая построили несколько плавучих мостов в районах Шанхэ и Маогонгду и атаковали внешние стены укреплений цинской армии к юго-западу от города, прорвав 5-го числа длинную траншею, построенную противником. В этот же день ядро, выпущенное из города, вызвало взрыв порохового склада в лагере цинского генерала Лэй Аньбана, заставив и его отряд и находившиеся поблизости другие отряды, потрясенные увиденным, спешно покинуть линию. 
Тайпинская армия, воспользовавшись замешательством противника, атаковала как с фронта, так и с тыла, за полдня прорвала более 50 фортов в западной половине линии. Цинский генерал Чжан Голян повел свои войска на помощь западному фронту, но, увидев, что линия потеряна, поспешно отступил, пытаясь удержать форты к востоку от Сяошуйгуаня. Ночью тайпины яростно атаковали и также захватили форт Сяошуйгуань, где располагался главный штаб. 6 мая укрепления контрвалационной линии были полностью разрушены, и цель операции была успешно достигнута. 

## Результаты
Тайпинская армия захватила большое количество ружей, пороха, свинца и более 100 000 таэлей серебра. Побежденные цинские войска бежали на восток, где Хэ Чун, Чжан Голян и другие смогли собрать только около 20 000 солдат для защиты Чжэньцзяна и Даньяна. 
Вторая деблокада Нанкина (первая имела место в 1856 году) имела большое значение для общей стратегии тайпинской армии в последующий период. Победа тайпинов в битве разрушила стратегические планы цинского командования на восточном фронте, вынудив его здесь перейти к обороне. Цинское правительство с середины 1860 года было вынуждено во многом опираться на Цзэн Гофаня и его Сянскую армию, что в дальнейшем оказало глубокое влияние на военную систему и структуру политической власти Цинской империи.
После победы военная мощь тайпинской армии значительно возросла. Не только полностью изменилась неблагоприятная обстановка в войне на два фронта, но и появилась возможность сосредоточить силы против цинских армий на западном фронте и перейти от пассивной обороны к активной.